# Kanton Guîtres
Der Kanton Guîtres ist ein ehemaliger, bis 2015 bestehender französischer Wahlkreis im Arrondissement Libourne, im Département Gironde und in der ehemaligen Region Aquitanien; sein Hauptort war Guîtres. Vertreter im Generalrat des Départements war ab 2004 Alain Marois (PS).
Der 13 Gemeinden umfassende Kanton war 192,59 km² groß und hatte 16.352 Einwohner (Stand: 2012).

## Gemeinden
| Gemeinde             | Einwohner Jahr | Fläche km² | Bevölkerungsdichte | Postleitzahl | Code INSEE |
| -------------------- | -------------- | ---------- | ------------------ | ------------ | ---------- |
| Bayas                | 438 (2013)     | –          | – Einw./km²        | 33230        | 33034      |
| Bonzac               | 760 (2013)     | –          | – Einw./km²        | 33910        | 33062      |
| Guîtres              | 1663 (2013)    | –          | – Einw./km²        | 33230        | 33198      |
| Lagorce              | 1707 (2013)    | –          | – Einw./km²        | 33230        | 33218      |
| Lapouyade            | 491 (2013)     | –          | – Einw./km²        | 33620        | 33230      |
| Maransin             | 1037 (2013)    | –          | – Einw./km²        | 33230        | 33264      |
| Sablons              | 1310 (2013)    | –          | – Einw./km²        | 33910        | 33362      |
| Saint-Ciers-d’Abzac  | 1372 (2013)    | –          | – Einw./km²        | 33910        | 33387      |
| Saint-Denis-de-Pile  | 5281 (2013)    | –          | – Einw./km²        | 33910        | 33393      |
| Saint-Martin-de-Laye | 544 (2013)     | –          | – Einw./km²        | 33910        | 33442      |
| Saint-Martin-du-Bois | 840 (2013)     | –          | – Einw./km²        | 33910        | 33445      |
| Savignac-de-l’Isle   | 500 (2013)     | –          | – Einw./km²        | 33910        | 33509      |
| Tizac-de-Lapouyade   | 506 (2013)     | –          | – Einw./km²        | 33620        | 33532      |

## Bevölkerungsentwicklung
| 1962 | 1968 | 1975 | 1982   | 1990   | 1999   | 2006   | 2011   |
| ---- | ---- | ---- | ------ | ------ | ------ | ------ | ------ |
| 8454 | 9018 | 9547 | 10.876 | 12.809 | 13.345 | 14.998 | 16.295 |